# Vigindas
Vygindas ist ein litauischer männlicher Vorname, abgeleitet von Wiegand.

## Personen
- Vigindas Petkevičius (* 1970), aus Litauen stammender deutscher Handballspieler und Handballtrainer.